# 프레드 웨인

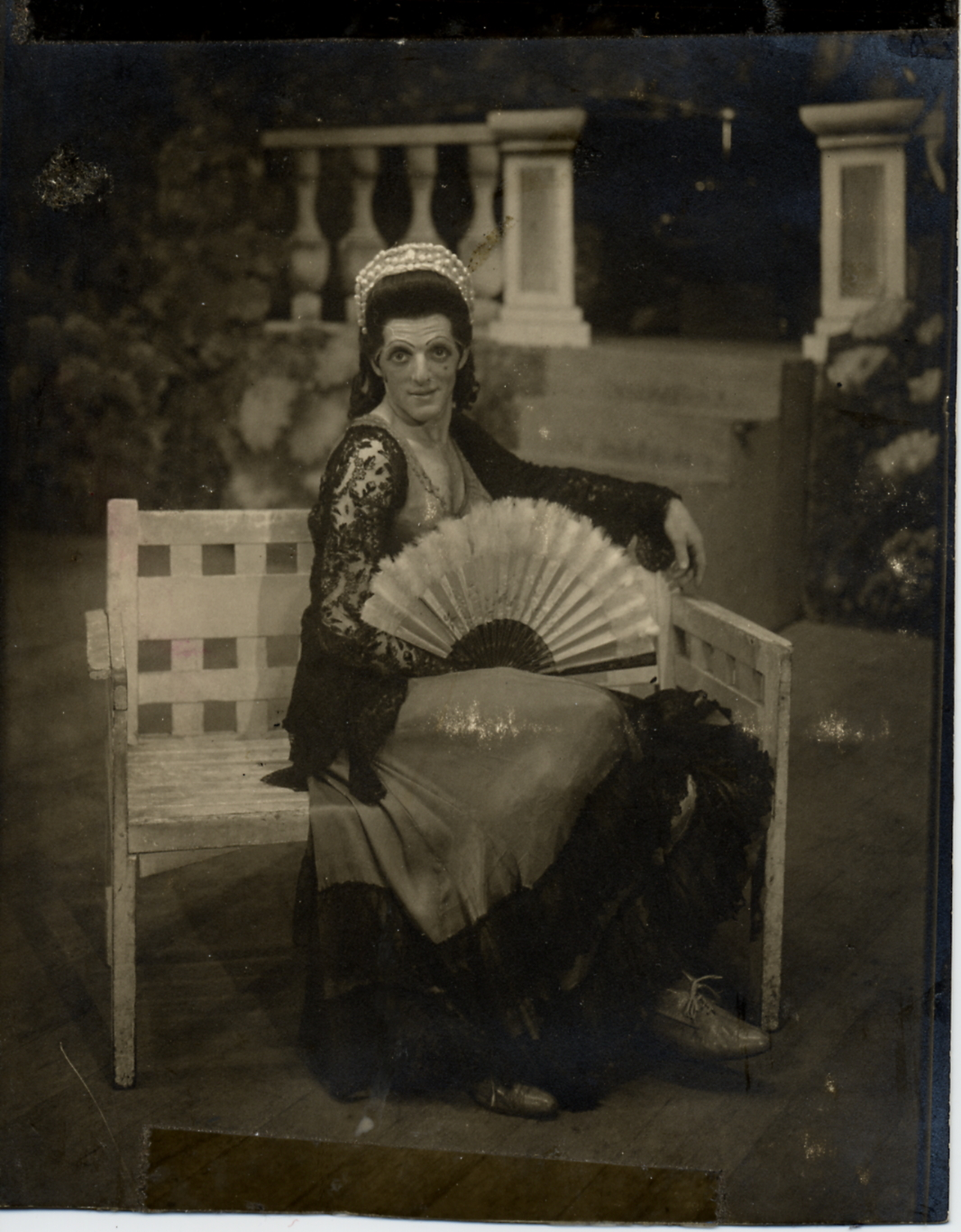

프레드 웨인(Fredd Wayne, 1924년 10월 17일 ~ 2018년 8월 27일)은 미국의 성우, 배우, 연극 배우, 텔레비전 배우이다.
애크런에서 태어났다.

## 영화
- 아메리칸 팝 (1981년)
- 행업 (1974년)
- 아내는 요술쟁이 (1964년)
- 세븐 데이스 인 메이 (1964년)
- 서부의 파라딘 (1957년)
- 페리 메이슨 (1957년)
- 디즈니랜드 (1954년) - 짐 더든 역